# Mont Tonkoui
Le mont Tonkoui ou Tonkpi est une grande montagne située dans l'Ouest de la Côte d'Ivoire. Culminant à 1 189 m, le Tonkoui signifie « Grande montagne » en yacouba, une langue de la même région géographique.